# Nausée matinale
Les nausées matinales, aussi appelées maladie du matin, ou encore nausées et vomissements de la grossesse désignent les nausées et les vomissements survenant durant la grossesse, et qui se produisent aussi bien le matin qu'à n'importe quel moment de la journée. C'est un symptôme courant de la grossesse. Une forme sévère de la maladie est l'hyperemesis gravidarum qui entraîne généralement une perte de poids.

## Traitements
Un certain nombre d'antiémétiques sont efficaces et sans danger pour le traitement des nausées pendant la grossesse, notamment : la pyridoxine/doxylamine, les antihistaminiques (comme la diphenhydramine), le métoclopramide et les phénothiazines (comme la prométhazine),. En ce qui concerne l'efficacité, la supériorité d'un produit vis-à-vis des autres n'est pas démontrée. Aux États-Unis et au Canada, l'association doxylamine/pyridoxine (Diclegis aux États-Unis et Diclectin au Canada) est le seul traitement nécessitant une prescription médicale autorisé pour la catégorie de grossesse « A » pour les nausées et les vomissements de la grossesse.
L'utilisation de l'ondansétron peut être bénéfique, mais certaines doutes existent concernant le développement de fente palatine (bec de lièvre) chez le fœtus il existe cependant peu de données de qualité. Le métoclopramide est également utilisé et relativement bien toléré. L'intérêt de l'utilisation de corticostéroïdes n'est pas démontré.

### Traitements alternatifs
Certaines études soutiennent le bénéfice de l'utilisation du gingembre, mais dans l'ensemble, les preuves sont limitées et incohérentes. Des problèmes de sécurité ont été soulevés concernant ses propriétés anticoagulantes,.